# Mbeya (regio)
Mbeya is een zuidwestelijke regio van Tanzania met een oppervlakte van 35.954 km². De regionale hoofdstad is de gelijknamige stad Mbeya. 
Tot 2016 was het een van de grootste regio's van het land: in dat jaar werd de nieuwe regio Songwe van Mbeya afgesplitst. In 1974 was de regio Sumbawanga al overgeheveld naar de toen nieuwe regio Rukwa.

## Grenzen
De regio Mbeya grenst in het westen en zuiden aan de regio Songwe, in het noordwesten aan Tabora, in het noorden aan Singida en in het oosten aan Iringa en Njombe. In het zuiden grenst hij bovendien aan de regio Northern van Malawi, inclusief een stukje in het Malawimeer.

## Districten
De regio is onderverdeeld in zeven districten:
- Busokelo
- Chunya
- Kyela
- Mbarali

- Landelijk Mbeya
- Mbeya Stad
- Rungwe